# 네이먼구

네이먼 구의 위치

네이먼구(중국어: 內門區, 병음: Nèimén Qū)는 중화민국 가오슝시의 구이다. 넓이는 95.6224km2이고, 인구는 2015년 8월 기준으로 15,036명이다.

## 지리
네이먼 구는 가오슝 시 북부에 위치하고 동북쪽은 산린 구와 동남쪽은 치산 구와 서북쪽은 타이난시 룽치 구, 쭤전 구, 난화 구과 서남쪽은 톈랴오 구와 각각 접하고 있다. 산간에 위치해 평지가 지극히 적은 지세이다. 향내에는 치산 계(旗山溪)의 지류인 거우핑 계(溝坪溪)가 흐르고 전역이 거우핑 계의 수원 보호구이다.

## 역사
네이먼 구는 옛날에는 평포족의 분가인 마잡도족(馬卡道族) 대걸전사(大傑癲社)의 거주지이고 예전에는 나한문(羅漢門) 혹은 나한내문(羅漢內門)으로 불렸다. 지명의 유래에는 2가지 설이 있는데 하나는 대학사 심광문이 필화 때 승려로 분장해 이곳으로 피해 왔을 때 많은 현지의 자제에게 학문을 강의해, 학문의 중심이 되어 횡경강학홍박지사(橫經講學鴻博之士)가 피한 곳이기 때문에 '나한문'으로 불리게 되었다는 것이고 또 하나는 평포족이 우산 산맥(烏山山脈)에서 난쯔셴 계(楠梓仙溪) 동쪽의 땅을 'Rohan'으로 부른 데에서 '나한문'이라고 번역되었다는 것이다. 1920년의 타이완 지방제 개편 때 이곳은 '나이몬'으로 개칭되어 나이몬 장(內門庄)이 설치되었고 다카오 주 기잔 군의 관할이 되었다. 2차 대전 후에 가오슝 현 네이먼 향으로 개편되어 현재에 이르고 있다.

## 같이 보기
- 가오슝시